# Dominique de Vedel

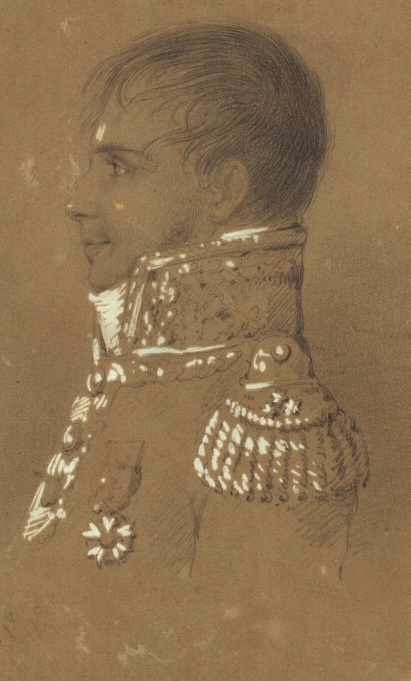
Gouache-Porträt von General Dominique comte de Vedel

Dominique Honoré Antoine Marie, comte de Vedel (deutsch Dominique Honoré Antoine Marie Graf von Vedel; * 2. Juli 1773 in Monaco; † 30. März 1848 in Paris) war ein französischer Général de division.

## Leben

### Herkunft und Familie
Dominique de Vedel stammte aus einer Familie aus Marsillargues. Mehrere Angehörige seines Geschlechts hatten sich im Militärdienst ausgezeichnet. So war sein Bruder Antoine Bataillons-Kommandeur in der Garde und erhielt bei Leipzig den Orden der Ehrenlegion.
Er heiratete am 3. November 1802 Pauline Carlier de Saint-Cyr. Das Paar hatte wenigstens einen Sohn:
- Dominique-Honoré (* 25. September 1809; † 12. Juli 1878), Comte de Vedel, ⚭ Cécile-Estelle Peigné[1]

### Werdegang
Er trat 1784 als Soldat in das Régiment de Maine ein, war 1787 Sous-lieutenant im Regiment Régiment de Foix (Nr. 83), avancierte 1791 zum Lieutenant und 1792 zum Capitaine. Ebenfalls 1792 wechselte er zum 28e régiment d’infanterie und nahm an den Kämpfen der Zentral- und Nordarmee, sowie in Italien teil. Er war 1793 Capitaine der 1. Freikompanie der Seealpen und schiffte sich nach Korsika ein. Hiernach wurde er dem Generalstab der Armee von Italien zugeteilt und stieg 1795 zum Chef de bataillon auf. Er nahm mit Auszeichnung am Italienfeldzug, insbesondere an der Schlacht bei Rivoli teil. Gegen Ende des Jahres 1799 wurde er Chef de brigade der 17e demi-brigade d’infanterie légère sowie 1803 Colonel im 17e régiment d’infanterie. Vedel wurde 1804 Offizier der Ehrenlegion. Während des Dritten Koalitionskriegs avancierte er nach Teilnahme an der Schlacht bei Ulm und der bei Austerlitz zum Général de brigade. im Vierten Koalitionskrieg kämpfte er in den Schlachten bei Jena und Auerstedt, Pułtusk, Heilsberg und Friedland, wobei sowohl bei Heilsberg als auch bei Friedland verwundet wurde. Im Jahr 1807 wurde er zudem im Mai Kommandeur der Ehrenlegion und erhielt im November seine Beförderung zum Divisionsgeneral. Im Juni des Jahres 1808 wurde er als comte de l’Empire in der Noblesse impériale nobilitiert. Im selben Jahr war er während des Spanienfeldzuges an der Schlacht bei Bailén maßgeblich beteiligt, der größten französischen Niederlage in Spanien. Die Folgen waren für Vedel gravierend: Er kam vor das Kriegsgericht und neben seiner Absetzung wurde er auch aus den Listen der Ehrenlegion gestrichen. Erst 1813 stand er wieder bei der Reserve-Armee von Italien, konnte sich in mehreren Kämpfen auszeichnen und wurde 1814 Ritter des Ordre royal et militaire de Saint-Louis. Während der Hundert Tage war er Kommandant der 14. Militär-Division. 1816 wurde er wieder in den Orden der Ehrenlegion eingesetzt und hat erst 1825 seinen Abschied erhalten. 1830 war er noch beim Generalstab der Reserve eingezeichnet. Seinen Lebensabend verbrachte Vedel in Paris und wurde nach seinem Tode auf dem Friedhof Père-Lachaise beigesetzt.

### Werke
- Précis des opérations militaires en Espagne 1808, Digitalisat